# NGC 1570
NGC 1570 је елиптична галаксија у сазвежђу Длето која се налази на NGC листи објеката дубоког неба.
Деклинација објекта је - 43° 37' 48" а ректасцензија 4h 22m 8,9s. Привидна величина (магнитуда) објекта NGC 1570 износи 12,3 а фотографска магнитуда 13,3. NGC 1570 је још познат и под ознакама NGC 1571, ESO 250-19, MCG -7-10-1, AM 0420-434, PGC 14971.